# سالواتوره ساندومنیکو
سالواتوره ساندومنیکو (انگلیسی: Salvatore Sandomenico؛ زادهٔ ۲۱ ژانویهٔ ۱۹۹۰) بازیکن فوتبال اهل ایتالیا است.
از باشگاه‌هایی که در آن بازی کرده‌است می‌توان به باشگاه فوتبال رجینا و باشگاه فوتبال پارما اشاره کرد.